# 樋田毅
樋田 毅（ひだ つよし、1952年 - ）は、日本のジャーナリスト、ノンフィクション作家。

## 人物・来歴
愛知県出身。1968年4月、愛知県立旭丘高等学校に入学。1972年4月、早稲田大学第一文学部に入学。同年11月、川口大三郎事件に遭遇、自治会再建運動の先頭に立ち、1年生ながら第一文学部学生自治会臨時執行部委員長、同執行委員長を務める。運動終息後は革マル派の妨害で登校困難ながら早稲田大学第一文学部社会学専修を卒業した。
1978年、朝日新聞社に入社。高知支局、阪神支局を経て大阪社会部へ移る。大阪府警察担当となり、朝日新聞阪神支局襲撃事件取材班キャップを務めたのち、和歌山総局長などを歴任した。
2012年から17年まで朝日新聞社社主村山美知子の大阪秘書役。同年12月に退社。
2018年1月、NHKスペシャル「未解決事件 File.06 赤報隊事件」でとりあげられ、樋田を主人公とした実録ドラマが作られた（演：草彅剛）。同年2月、朝日新聞阪神支局襲撃事件を描いた『記者襲撃』を岩波書店から刊行。

2020年3月には村山美知子の伝記『最後の社主』を村山美知子の生前の委嘱により講談社から刊行した。『記者襲撃』『最後の社主』には朝日新聞社の姿勢や内部事情を批判・暴露した部分があり、刊行後朝日新聞社と関係が悪化した。
2021年11月、川口大三郎事件を扱った『彼は早稲田で死んだ』を文藝春秋から刊行する。2022年5月に『彼は早稲田で死んだ』で大宅壮一ノンフィクション賞を受賞した。

## 著書
- 『記者襲撃 赤報隊事件30年目の真実』岩波書店、2018年2月
- 発達障害食事・栄養・キレーション療法をご存じですか? 症例に合った心と身体に優しい療法『最後の社主 朝日新聞が秘封した「御影の令嬢」へのレクイエム』講談社、2020年3月
- 『彼は早稲田で死んだ 大学構内リンチ殺人事件の永遠』文藝春秋、2021年11月
- 『旧統一教会―大江益夫・元広報部長懺悔録』光文社〈光文社新書〉、2024年8月20日。ISBN 978-4-334-10397-2。

## 出演
- ポリタスTV（YouTube、2022年8月23日）
- デモクラシータイムス（YouTube、2024年9月12日）